# C-One

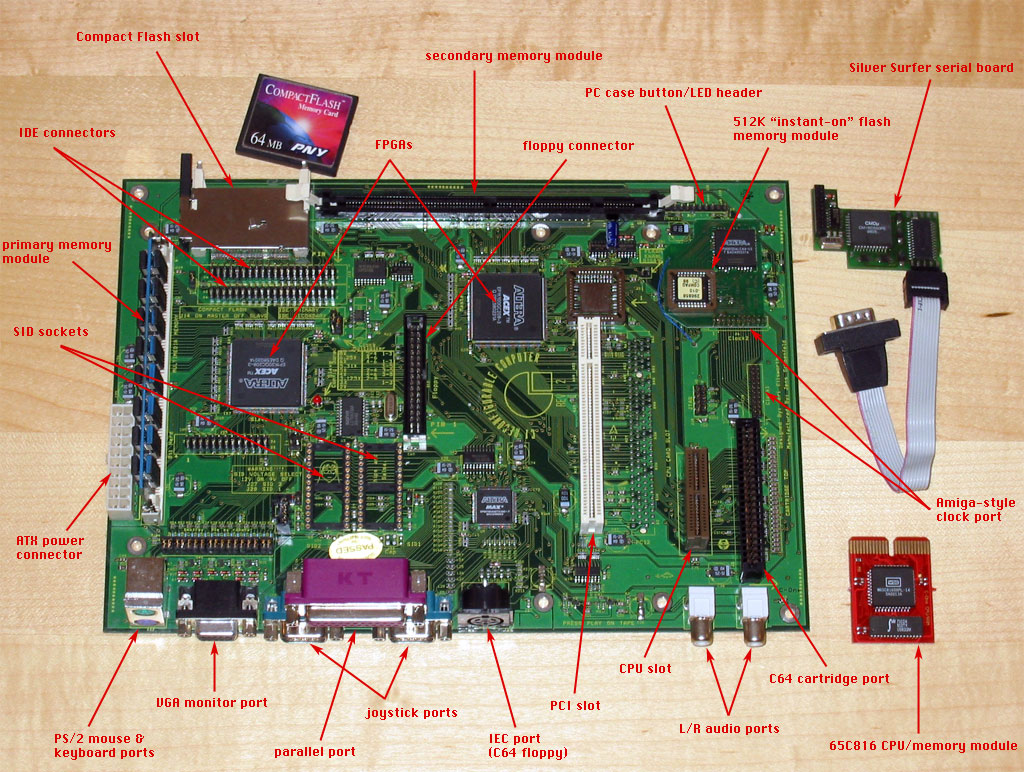
Moederbord

De C-One is de eerste ontwikkeling in een mogelijk nieuwe vorm van computers. De computer vormt tevens een droomapparaat voor Commodore 64-liefhebbers.

## Concept
In tegenstelling tot de huidige computers bestaat de hoofdlogica van de C-One uit FPGA's. Deze chips zijn herconfigureerbaar; ze kunnen ieder denkbaar chipontwerp op commando gaan vormen. Deze chipontwerpen kunnen met dezelfde hulpmiddelen gemaakt worden als waarmee echte hardware ontwikkeld wordt. De ontwerpers van de C-One gebruiken Quartus II web edition.
Bij het opstarten van de C-One wordt een tijdelijke configuratie ingeladen. Hierna kan degene achter het toetsenbord kiezen uit een aantal ontwerpen. De tijdelijke configuratie kan dit inlezen vanaf CompactFlash of harde schijf. Inlezen vanaf diskette is gepland.
Hierna worden de FPGA's geherconfigureerd en implementeren de FPGA's het hardwareontwerp.

## Apparaat
De C-One is een standaard-ATX-moederbord. Hierop vindt men moderne interfaces als een VGA-aansluiting, PS/2, IDE aansluitingen, floppy, parallelle poort, compact-flashlezer en PCI-slot. Daarnaast vindt men ook klassieke Commodore-aanlsluitingen als de IEEE-bus, de joystickaansluitingen en de cartridgepoort. Tot slot is een processorslot aanwezig waarin een processor gestoken kan worden. In dit processorslot kan men eventueel een processor steken waardoor ruimte op de FPGA's bespaard wordt. Een module met een 65816-processor wordt meegeleverd.

## Ontstaan
De C-One is bedacht en ontwikkeld door hardwareontwerpster Jeri Ellsworth. Zij begon eind jaren 90 te werken aan een hobbyproject om een VGA-aansluiting op een Commodore 64 te maken. Ellsworth kwam erachter dat dit niet eenvoudig was en dat dit met de bestaande Commodore-chips niet mogelijk was. Ze besloot ze zelf opnieuw te ontwikkelen met behulp van FPGA's.
Terwijl ze hier mee bezig was realiseerde ze zich dat ze net zo goed de hele C64 kon nabouwen. Aldus zette ze zich aan het ontwikkelen van een nieuwe Commodore 64 en plande een hoop verbeteringen in.
Ellsworth bezocht regelmatig Commodore-clubs en iedereen die haar prototypen zag werd compleet wild. Bijgevolg ontstond het idee om het product commercieel uit te brengen. Ellsworth raakte in overleg met het Duitse Individual Computers dat accessoires voor Commodore-computers fabriceert. Later bracht Individual Computers een tweede hardwareontwerper in omdat het project te traag voortging, Tobias Gubener.
Tijdens dit overleg ontstond het idee voor de C-One. In plaats van de FPGA's zoals gebruikelijk vanuit een ROM te laden werd besloten dat het mogelijk moest worden dat gebruikers de FPGA's zelf moesten kunnen laden, waardoor feitelijk de hele computer herconifgureerbaar werd.
De computer zou ieder denkbaar hardwareontwerp aankunnen, met als beperking de capaciteit van de FPGA's, en behalve de Commodore 64 kwamen direct andere klassieke computers als de Apple II in beeld. Bovendien zou er een "eigen mode" komen, een ontwerp waarin alle mogelijkheden van de C-One maximaal te benutten zouden zijn.

## Ontwerpen
Momenteel bestaan er ontwerpen voor twee computers: De Commodore 64 en de Schneider CPC (waarvan weer twee modellen, de CPC 464 en de CPC 6128). Beide ontwerpen zijn inmiddels in het stadium beland dat zij voldoende compatibiliteit bieden om een aanzienlijk deel van de software welke oorspronkelijk voor beide computers geschreven is te kunnen draaien.
Het is ook mogelijk zelf te ontwerpen; hiervoor biedt men een introductiecursus het spelletje Pong in hardware te implementeren.